# Пашкевич Ігор Петрович
Пашкевич Ігор Петрович (1911—1998) — український кінорежисер-документаліст.
Народився 18 листопада 1911 р. в с. Кірієт-Лунга (Молдова) в родині службовця. Учасник німецько-радянської війни. Працював художником-мультиплікатором, режисером «Київнаукфільму».
Створив стрічки: «Досвід бригади Мамая» (1958), «Михайло Коцюбинський» (1958), «Будівництво мостів» (1959), «Тверді сплави» (1960), «Автоматизація штамповки» (1961), «Ковальсько-пресове виробництво» (1962), «Зварювання легованих сталей» (1963, Почесний диплом Міжнародного кінофестивалю, Софія, 1965), «Елекфотранспорт» (1963), «Виробництво сталі в конверторах» (1963), «Розповіді про Шевченка» (1963), «Павло Грабовський» (1964), «Олександр Довженко» (1964), «Ульянови в Києві» (1964), «Технічна мікробіологія» (1965), «Аркадій Гайдар» (1965), «Виробництво азотної кислоти» (1967), «Електростатика» (1968), «Обладнання для дугового зварювання» (1969), «Виробництво сірчаної кислоти» (1970), «Транзистори» (1971), «Перегонка і ректифікація рідини» (1974), «Тиск тіла, що обертається на вісь» (1976), «Диференційні рівняння в науці і техніці» (1979), «Залежність властивостей елементш та їх сполучень від будови атомів», «Основні елементи механізмів» (1981) та ін.
Член Національної Спілки кінематографістів України.
Син: Пашкевич Вадим Ігорович (народився 27 липня 1951) — український звукооператор.